# HD 153370
HD 153370 är en dubbelstjärna belägen i den mellersta delen av stjärnbilden Altaret. Den har en kombinerad skenbar magnitud av ca 6,45 och är mycket svagt synlig för blotta ögat där ljusföroreningar ej förekommer. Baserat på parallaxmätning inom Hipparcosuppdraget på ca 9,6 mas, beräknas den befinna sig på ett avstånd på ca 340 ljusår (ca 104 parsek) från solen. Den rör sig närmare solen med en heliocentrisk radialhastighet på ca -28 km/s.

## Egenskaper
Primärstjärnan HD 153370 A är en vit till blå stjärna i huvudserien av spektralklass A7 V. Den har en radie som är ca 3 solradier och har ca 23 gånger solens utstrålning av energi från dess fotosfär vid en genomsnittlig effektiv temperatur av ca 7 200 K.